# Эдвардс, Амелия
Амелия Энн Блэнфорд Эдвардс (англ. Amelia Ann Blanford Edwards; 7 июня 1831, Лондон — 15 апреля 1892, Уэстон-сьюпер-Мэр) — английская писательница и египтолог.

## Биография
Амелия Эдвардс родилась 7 июня 1831 года в Лондоне в семье британского офицера. В раннем возрасте она демонстрировала немалые литературные и художественные таланты. Эдвардс писала для различных газет и журналов, написала восемь романов, наиболее успешными из которых стали «Клятва Дебенхэма» (1870) и «Лорд Брекенбери» (1880).
Зимой 1873—1874 годов она посетила Египет и осталась под глубоким впечатлением от новых возможностей для археологических исследований. Эдвардс выучила иероглифы и собрала значительную коллекцию египетских древностей. В 1877 году она опубликовала книгу «Тысяча миль по Нилу», которую сама же иллюстрировала. Эдвардс считала, что избежать потери египетских древностей возможно лишь в том случае, если их изучением будут заниматься компетентные учёные. Она привлекла к этой проблеме внимание общественности и была одним из основателей созданного в 1882 году Фонда исследования Египта. Эдвардс занимала пост почётного секретаря Фонда вместе с Реджинальдом Стюартом Пулом. Сосредоточившись на делах Фонда, она прекратила прочую литературную деятельность и писала лишь работы по египтологии. В 1889—1890 годах Эдвардс давала лекции в США, которые она издала в виде книги «Фараоны, феллахи и исследователи» в 1891 году.
Амелия Эдвардс умерла 15 апреля 1892 года в Уэстон-сьюпер-Мэре. Свою коллекцию египетских древностей она завещала Университетскому колледжу Лондона, а также профинансировала создание кафедры египтологии.

### Романы
- 1855 — My Brother’s Wife
- 1857 — The Ladder of Life
- 1857 — The Young Marquis
- 1858 — Hand and Glove
- 1863 — Barbara’s History
- 1863 — Rachel Noble’s Experience
- 1865 — Полмиллиона / Half a Million of Money (пер. на рус. — 1886)
- 1869 — Debenham’s Vow
- 1872 — In the Days of my Youth
- 1880 — Лорд Бракенбюри / Lord Brackenbury (пер. на рус. — О. Изгарская, 1881)

### Повести
- 1864 — The Discovery of the Treasure Isles
- 1865 — Miss Carew
- 1873 — Monsieur Maurice

### Сборники
- 1865 — Ballads [сборник стихотворений]
- 1865 — Miss Carew [сборник был издан в трех частях в виде романа в новеллах, в котором повесть «Miss Carew» была прологом и эпилогом]
- 1873 — Monsieur Maurice, a New Novelette, and Other Tales [сборник рассказов]
- 1874 — A Night on the Borders of the Black Forest [сборник рассказов]